# Pentaschistis exserta
Pentaschistis exserta är en gräsart som beskrevs av Hans Peter Linder. Pentaschistis exserta ingår i släktet Pentaschistis och familjen gräs. Inga underarter finns listade i Catalogue of Life.